# Бяла мряна
Бялата мряна (Barbus barbus) е вид лъчеперка от семейство Шаранови (Cyprinidae).

## Разпространение
Видът е разпространен в Австрия, Андора, Беларус, Белгия, Босна и Херцеговина, България, Великобритания, Германия, Испания, Италия, Латвия, Литва, Лихтенщайн, Люксембург, Молдова, Нидерландия, Полша, Република Македония, Румъния, Русия, Словакия, Словения, Сърбия, Украйна, Унгария, Франция, Хърватия, Черна гора, Чехия и Швейцария.
Бялата мряна обитава само определени реки в България – в река Дунав и в нейните притоци. Искър е реката с най-масово разпространение на бялата мряна в България. В реки като Янтра и Огоста се среща по-рядко. Тази риба живее в бързеите и в широките реки. Бялата и черната мряна не се различават по поведение, но по размери бялата е в пъти по-голяма. По българските реки се улавят екземпляри близо килограм, най-много 2 – 3 килограма. В по-големи реки, като Дунав например, са хващани бели мрени с тегло 7 – 8 килограма, но рядко.

## Физически характеристики
Бялата мряна достига размери от 80 – 100 сантиметра и маса от 6 – 8 килограма. Максималната дължина, която може да достигне е 120 см и маса до 12 кг. Главата е конусовидна с долна уста, която се отваря като рало напред. Има четири чувствителни мустачки в краищата ѝ. Очите на мряната са малки, а гръбната перка е голяма и висока. Първият лъч от тази перка е твърд и назъбен като при шарана, но за разлика от него е извит назад при върха. Има мощен и здрав опашен плавник, който ѝ позволява да се движи в силните течения. Гръбната перка и горната част на опашката са сиво-кафяви. Останалите плавници са светло оранжеви с червеникав оттенък. Гърбът ѝ е кафяв, дори сив, а коремът е мръсно бял.

## Начин на живот и хранене
Бялата мряна е дънна риба. Всеядна риба е, но предпочита животинска храна. Храни се само по дъното. Предпочита каменисти и чакълести дъна, понякога и глинести, където намира ларви, насекоми, червеи, пиявици с чувствителните си мустачки.